# Uchuca similis
Uchuca similis är en insektsart som beskrevs av Montealegre-z. och G.K. Morris 2003. Uchuca similis ingår i släktet Uchuca och familjen vårtbitare. Inga underarter finns listade i Catalogue of Life.